# ウラカ・ガルセス・デ・ナバラ
ウラカ・ガルセス・デ・ナバラ（スペイン語：Urraca Garcés de Navarra, 1031年8月以降没）は、レオン王アルフォンソ5世の2番目の妃。ナバラ王ガルシア・サンチェス2世とヒメナ・フェルナンデスの娘。

## 生涯
ウラカは1023年ごろに、最初の妃を亡くしていたレオン王アルフォンソ5世と結婚した。ウラカはナバラ王サンチョ3世の姉妹であり、この結婚によりイベリア半島の最も有力なキリスト教の2王国の間でより緊密な関係が築かれた。
ウラカの正確な没年月日や没地、埋葬地は不明であるが、ウラカが最後に文書で確認できる1031年8月より後に死去した。

## 子女
アルフォンソ5世との間に1女が生まれた。
- ヒメナ・アルフォンソ（1037年以降没）[3]